# Andreas Thameyers letzter Brief
Andreas Thameyers letzter Brief ist eine Novelle von Arthur Schnitzler, die, 1900 entstanden, am 26. Juli 1902 in der Zeitung Die Zeit in Wien erschien.
Vor seinem Suizid schreibt Andreas Thameyer einen Brief, mit dem er sein Gewissen rein waschen möchte. Die Ehefrau Anna hatte ihm Hörner aufgesetzt und ein dunkelhäutiges Kind zur Welt gebracht.

## Inhalt
Vierzehn Tage nach der Geburt des Kindes hat der 34-jährige Sparkassenangestellte Andreas Thameyer in seinem Schreiben an die Adresse der übel wollenden Wiener Mitmenschen gar nichts zu verheimlichen. Das war vor ca. neun Monaten gewesen. Andreas hatte den schwerkranken Vater für ein paar Tage besucht. Indes war seine Ehefrau Anna, daheimgeblieben, abends durch den Tiergarten spaziert und dort vorbeigekommen, wo „Riesenmenschen mit den glühenden Augen und den großen schwarzen Bärten... ihr Lager aufgeschlagen hatten“. Thameyer glaubt seiner Frau jedes Wort ihres Erlebnisberichts und spricht sie von Schuld frei. Er stirbt aus Liebe zu Anna; weil er nicht erträgt, „daß die Leute höhnen“. Anna ist in den Augen des Briefschreibers wirklich völlig unschuldig. Sie hat sich nur erschrocken. Daher die Hautfarbe des Neugeborenen. Vor der Niederschrift hat Thameyer aus der Literatur noch Belege für die Unschuld Annas recherchiert. Es soll nämlich zum Beispiel auch schon das inverse Phänomen beobachtet worden sein. Heliodor berichte in seinem Libri aethiopicorum, die Äthioperkönigin Persina habe ihrem Gatten Hydapes eine weiße Tochter geboren. Nach Malebranche habe eine Schwangere ein Bildnis des heiligen Pius scharf betrachtet. Der später geborene Sohn wäre dem Heiligen wie aus dem Gesicht geschnitten gewesen. Luther habe in seinen Tischreden von einem Wittenberger Manne mit Totenkopf gesprochen. Die Mutter des Unglücklichen wäre während der Schwangerschaft vor einem Leichnam erschrocken. In der Gegend um Havre hätte 1637 eine Frau nach vierjähriger Abwesenheit des Gatten einen Knaben geboren. Schwanger sei sie geworden, nachdem sie bloß „von der inbrünstigen Umarmung ihres Gatten geträumt“ habe. Hamberg erzähle in seinen „Rätselhaften Vorgängen der Natur“ von einer Frau, die sich als Schwangere eine Löwendressur angeschaut habe. Das Kind sei mit einem Löwenkopf zur Welt gekommen. Schließlich schreibe Limböck  in „Über das Versehen der Frauen“ von einer Schwangeren, die eine Feuersbrunst erleben musste. Das Kind wurde mit einem Brandmal auf der Wange geboren. Den Limböck hatte Thameyer von Dr. Walter Brauner – dem einzigen edlen und guten Menschen in seinem Umkreis – bekommen. Trotzdem – Thameyer küsst Frau und Kind ein letztes Mal und geht in den Wald.

## Rezeption
Nach Perlmann habe Thameyer das soziale Ansehen verloren. Er sei vernichtet und ahne, dass ihm alle „wissenschaftliche“ Untermauerung mit „Fachliteratur“ wenig nützt. So hoffe er, dass nach seinem Selbstmord die üble Nachrede verstummen möge.
Sprengel vermutet, Thameyer wollte mit dem Brief seine Impotenz verschleiern.